# Monica Keena
Monica Keena est une actrice américaine, née le 25 mai 1979 à Brooklyn, New York.

## Biographie
Monica Keena est la fille de Mary, une infirmière et William Keena, responsable financier. Elle est élevée par ses parents à Brooklyn et a une grande sœur nommée Samantha. Très vite active, elle se met à peindre, à danser, à chanter et à dessiner. À l'âge de 13 ans, elle auditionne pour entrer au département d'art dramatique de LaGuardia High School. Peu après le début de ses études, elle obtient son premier rôle dans un court-métrage intitulé Burning Love.
Elle a ensuite interprété le rôle de Bertha dans The father de Strindberg aux côtés de l'acteur Al Pacino, et eut son premier rôle de Blanche-Neige dans le film Blanche-Neige : Le Plus Horrible des contes avec Sigourney Weaver. Elle est apparue dans de nombreux projets de télévision et de films comprenant First Daughter et Crime and Punishment in Suburbia.
En 2003, elle incarne Lori Campbell, une adolescente en proie à de vilains cauchemars face à deux légendes du cinéma d'horreur dans le blockbuster Freddy contre Jason.
Elle fit une apparition dans la série Entourage en 2005 en jouant la compagne de Eric Murphy au cours de la saison 2.
Elle continue de tourner, son dernier rôle important étant The Ghost and the Whale en 2017.
En 2023, elle prépare son retour avec deux films en pré-production.

## Vie privée
Entre 2009 et 2013, elle fréquente l'acteur américain Edward Furlong dont elle se sépare à la suite de violences de la part de ce dernier.

## Filmographie

### Cinéma
- 1995 : L'Amour à tout prix (While You Were Sleeping) de Jon Turteltaub : Mary Callaghan
- 1996 : Ripe : Violet
- 1997 : Blanche-Neige: Le Plus Horrible des contes : Lilliana Hoffman
- 1997 : L'Associé du diable de Taylor Hackford : Alessandra Cullen
- 1998 : Les filles font la loi : Tinka Parker
- 2000 : The Simian Line (en) : Marta
- 2000 : Crime and Punishment in Suburbia : Roseanne Skolnick
- 2002 : Orange County : Gretchen
- 2003 : Freddy contre Jason : Lori Campbell
- 2005 : Bad Girls from Valley High (en) : Brooke
- 2005 : Garde Rapprochée (Man fo the House) : Evie
- 2005 : Long Distance : Nicole Freeman
- 2006 : Fifty Pills : Petunia
- 2006 : The Lather Effect : La fille chaude
- 2006 : Left in Darkness : Celia
- 2007 : Brooklyn Rules de Michael Corrente : Amy
- 2008 : Loaded (en) : Brooke
- 2008 : Corporate Affairs : Snowy Egret
- 2008 : The Narrows de François Velle : Ginba Abruzzi
- 2009 : Night of the Demons d'Adam Gierasch : Maddie Curtis
- 2011 : Walter don't dance de Chris Levitus : Phyliss
- 2012 : L'Arche de l'apocalypse  (40 Days and Nights) de Peter Geiger : Tessa
- 2014 : Aftermath de Peter Engert : Elizabeth
- 2016 : Isolated de Justin Le Pera : L'ambassadrice de paix
- 2017 : The Ghost and the Whale d' Anthony Gaudioso et James Gaudioso : Dr Sweetie Jones
- 2020 : Klaus Eats Butterfiles de Shane Aquino : Molly (court-métrage)

### Télévision
- 1994 : A Promise Kept: The Oksana Baiul Story (Téléfilm) : Oksana Baiul
- 1995 : New York, police judiciaire (série télévisée) : Corey Russell
- 1997 : Homicide (série télévisée) : Billie Rader
- 1998-1999 : Dawson (Dawson's Creek) (série télévisée) : Abby Morgan
- 1999 : Feds (série télévisée) : Tina Walters
- 1999 : Garde rapprochée (en) (First Daughter) : Jess Hayes
- 2001-2003 : Les Années campus (Undeclared) (série télévisée) : Rachel Lindquist
- 2003 : Les Rois du Texas (King of the Hill) (série télévisée) : Rain/Maria / Becky/Serveur (Voix)
- 2003 : New York, section criminelle (Law & Order: Criminal Intent) (série télévisée) : Beatrice Onorato Mailer
- 2004-2005 : Entourage (série télévisée) : Kristen
- 2005 et 2007 : Grey's Anatomy (série télévisée) : Bonnie Crasnoff
- 2006 : FBI : Portés disparus (Without a Trace) (série télévisée) : Heidi Peyton
- 2006 : Les Experts (CSI: Crime Scene Investigation) (série télévisée) : Madeline
- 2006 : Les Vœux de Noël (Téléfilm) : Judith Dunn
- 2007 : Ghost Whisperer (série télévisée) : Holly Newman
- 2009 : Robot Chicken (série télévisée) : Une executive/une femme (Voix)
- 2010 : Private Practice (série télévisée) : Kayla
- 2010 : The Closer (série télévisée) : Debbie Shriner
- 2011 : Castle (série télévisée) : Charlene McCann
- 2011 : Beavis et Butt-Head (Beavis and Butt-head) (série télévisée) : Une masseuse / La professeur (Voix)